# 小行星7023
小行星7023（英語：7023）是一颗围绕太阳公转的小行星。1992年5月25日，杉江淳在Dynic发现了此天体。
这颗小行星的绝对星等为185.55347等。